# Museu do Ar
O Museu do Ar é um museu de material aeronáutico da Força Aérea Portuguesa, sediado na Base Aérea n.º 1 (Sintra), com dois polos visitáveis no Aeródromo de Manobra n.º 1 (Ovar) e no Complexo Militar de Alverca (Alverca do Ribatejo).
Criado em 21 de Fevereiro de 1968 (Decreto - Lei nº.48 248) e inaugurado no Dia da Força Aérea (1 de julho) de 1971, o Museu do Ar encontra-se na dependência do Chefe do Estado-Maior da Força Aérea e tem como objetivo a conservação, segurança e exposição de objetos de valor histórico, artístico e documental, aviões e miniaturas dos mesmos que se consiga e convenha reunir e preservar por constituírem valiosa contribuição para a história da aviação nacional.

## História
Em 1909, os estatutos do Aero Clube de Portugal, aquando da sua fundação, já refletiam sobre a necessidade de se criar um museu dedicado à Aviação.
O Almirante Gago Coutinho, por ordem do Ministério da Marinha começou a juntar artigos que lhe tinham sido oferecidos e a Sacadura Cabral, com vista a criação de um Museu Nacional de Aviação. 
A ideia foi fortalecida por Pinheiro Correia, que em 1963 conseguiu que a Câmara Municipal de Lisboa cedesse uma sala do Palácio dos Pimentas, destinada ao Museu da Cidade, para a exposição do acervo aeronáutico nacional.
As instalações não eram adequadas e em 1965, um Despacho do Secretario de Estado da Aeronáutica, cria uma comissão com o objetivo preparar a instalação de um Museu de Aviação.
Em 1968 é publicado o Decreto-lei que cria o Museu do Ar em Alverca que abriu ao público em julho de 1971 com o coronel Edgar Cardoso primeiro diretor.
O rápido crescimento do acervo tornou o espaço em Alverca pequeno não permitindo uma expansão que a qualidade de coleção obrigava.
Esta situação levou a Força Aérea Portuguesa, a por em marcha um projeto para um novo espaço museográfico estabelecido a partir da recuperação de um hangar da Base Aérea nº1 na Granja do Marquês com cerca de 3500 m2, quase o triplo da área disponível em Alverca. Este projeto contou também com o apoio da Câmara Municipal de Sintra e da ANA e TAP.
O novo espaço foi inaugurado oficialmente pelo então General CEMFA Luís Araújo em dezembro de 2009, comemorando-se simultaneamente os 100 anos da Aviação em Portugal e os 300 da demonstração do balão de ar quente que Bartolomeu de Gusmão fez ao rei D. João V e à corte no dia 9 de agosto de 1709 na Sala das Índias no Terreiro do Paço.
Ao novo espaço meusológico, que pretende ser a memória da aviação militar e civil portuguesa, juntou-se também a TAP e a ANA que apresentam os seus acervos em duas áreas com cerca de 1400 m2.
Em 2011 foi inaugurada uma nova área expositiva, que corresponde à segunda fase de expansão do museu, com cerca de 3000 m2 resultante de reestruturação de três hangares cuja matriz arquitetónica remontam a 1920 quando a Escola da Aviação Militar de Vila Nova da Rainha se transferiu para a Granja do Marquês.
A 10 de junho de 2023, foi agraciado com o grau de Membro Honorário da Ordem Militar de Sant'Iago da Espada.

## Exposição permanente
O Museu do Ar é hoje considerado pela crítica internacional como um dos vinte melhores Museus de Aviação do Mundo graças à conservação de um acervo composto por perto de 10000 peças repartido entre a sua sede e os seus dois pólos: Granja do Marquês - Pêro Pinheiro, Sintra (Base Aérea n.º 1), Alverca e Ovar (Aeródromo de Manobra n.º 1).
A exposição permanente do museu apresenta aviões, hélices, painéis de instrumentos, equipamentos de navegação e uma miríade de outros objectos que constituem uma representação assinalável da evolução histórica da aviação. 
Das aeronaves expostas, destacam-se o célebre caça britânico Spitfire, o Tiger Moth, biplano de treino elementar e acrobacia e o Widgeon, um anfíbio bimotor. Existem também algumas réplicas perfeitas que representam aviões célebres dos primeiros tempos da aviação e jactos do passado mais recente, como o F-84. 
O Museu do Ar incorpora na sua sede na Granja da Marquês, dois valiosos acervos provenientes da TAP e da ANA, alargando o seu olhar ao mundo da Aviação Civil.
O Museu do Ar é membro da Rede Portuguesa de Museus, da Associação Internacional dos Museus dos Transportes e do Sistema Ibero-Americano de Museus Aeronáuticos e do Espaço. Tem protocolos de cooperação com diversas entidades nacionais e estrangeiras, conta com a dinâmica do seu Grupo dos Amigos do Museu do Ar (GAMA), possui  parcerias com o Vintage Aeroclub, com a Associação de Especialistas da Força Aérea (AEFA) e com a Câmara Municipal de Sintra (CMS) e conta com alguns apoios mecenáticos para as suas iniciativas de conservação e restauro.
Venceu (ex aequo) o Prémio Museu Português 2013, pela Associação Portuguesa de Museologia.

## Aeronaves expostas

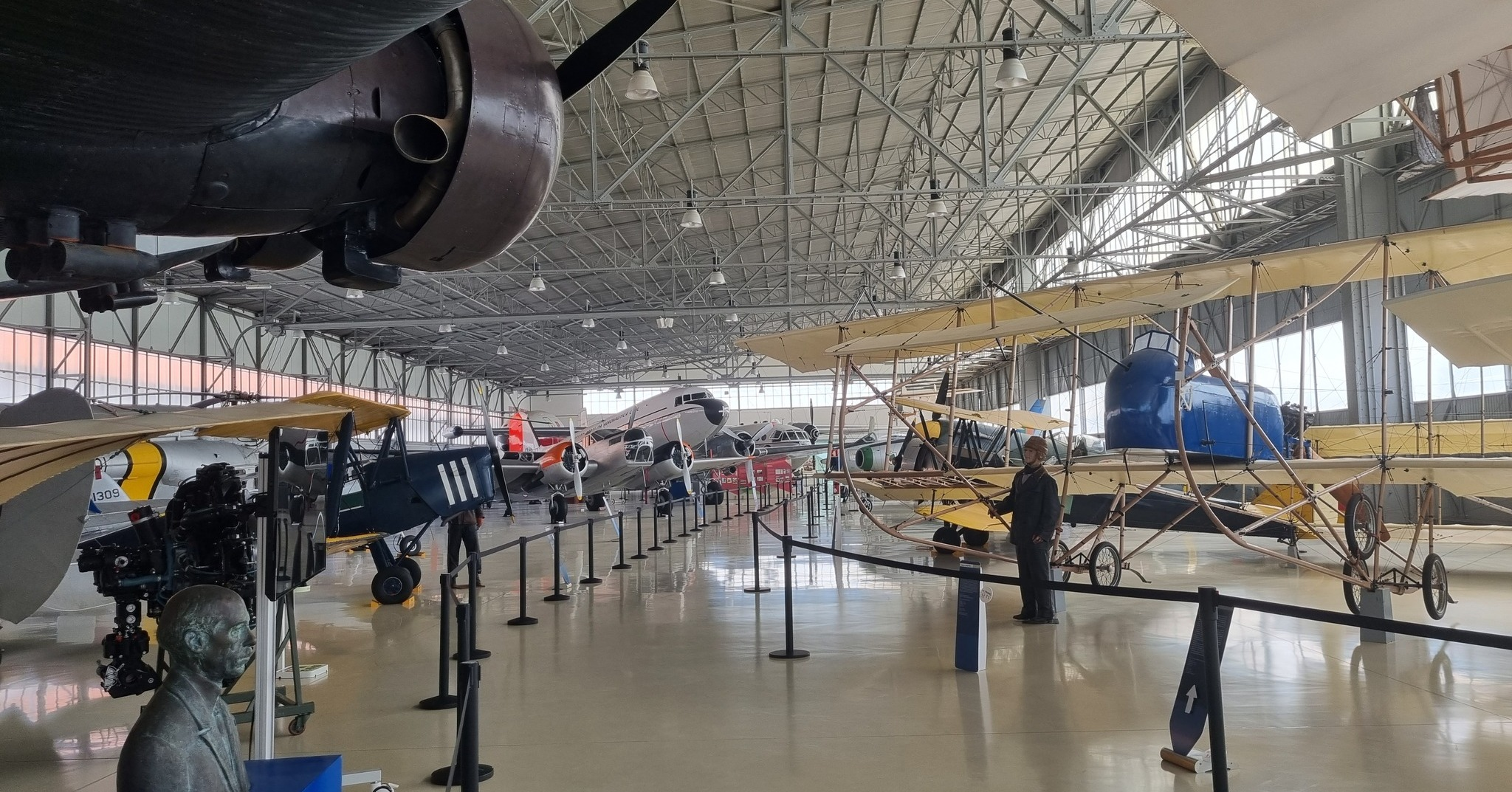
Instalações do Museu do Ar, em Sintra.

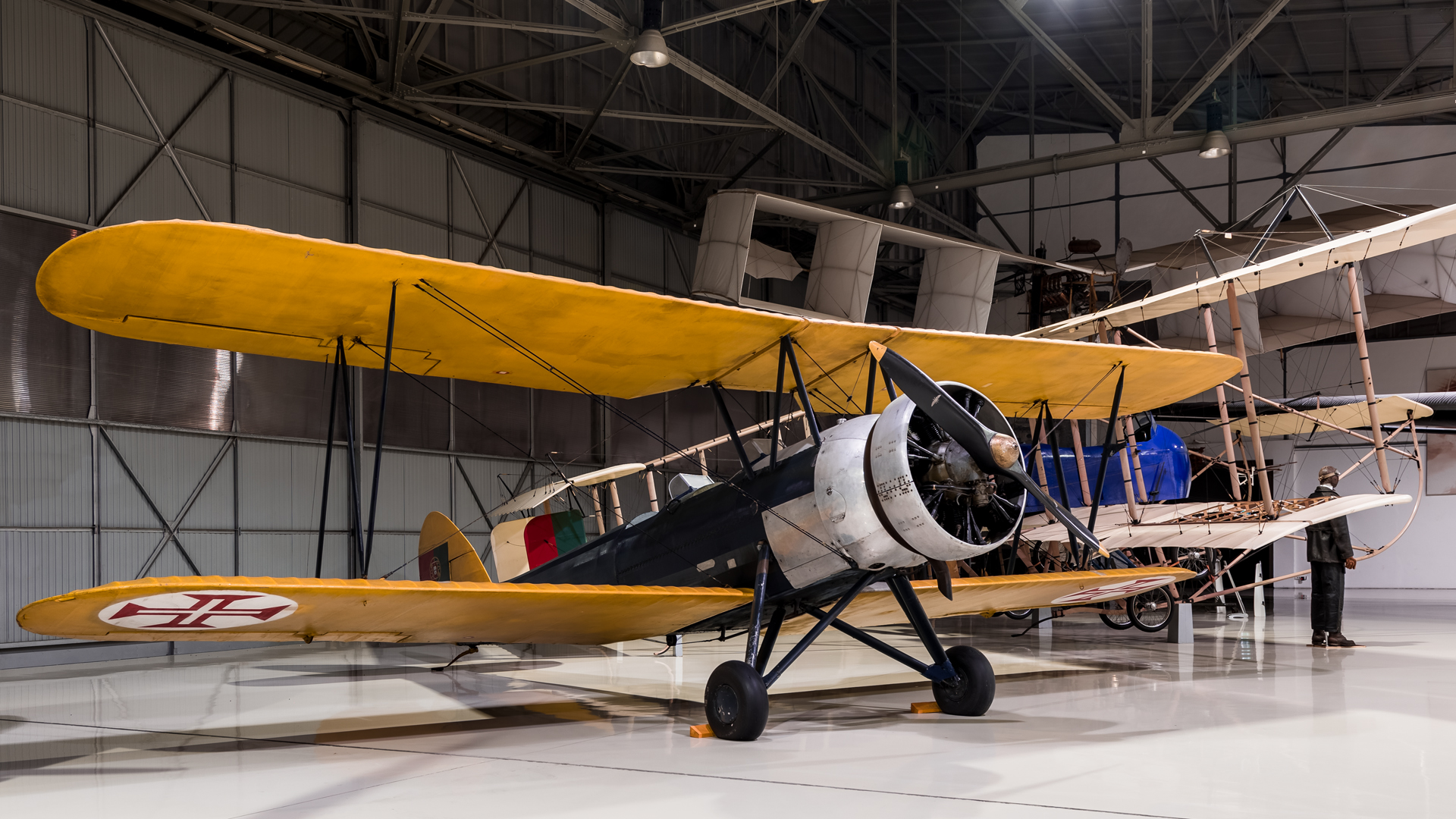
Avro 631 Cadet.

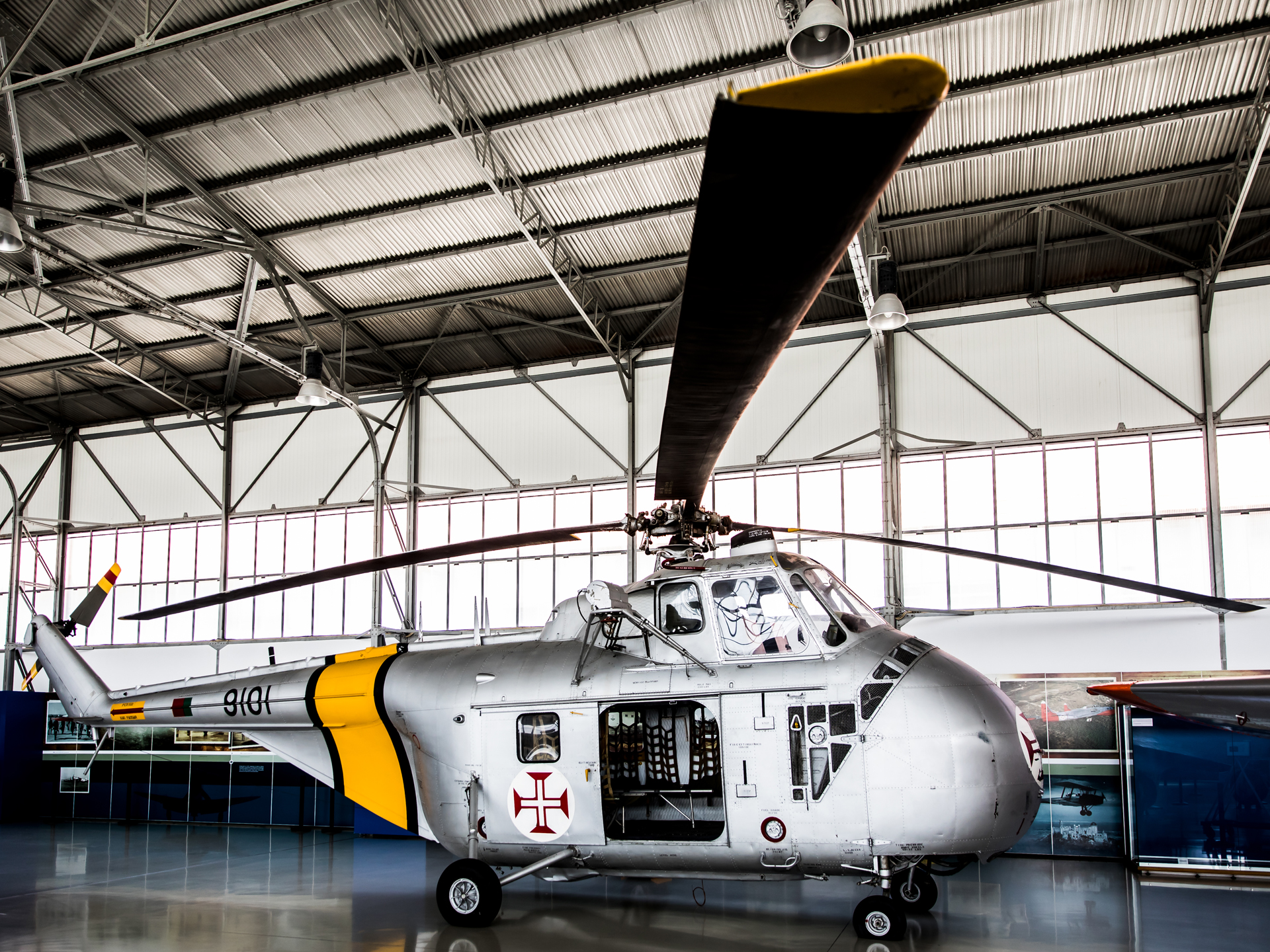
Sikorsky UH-19A.

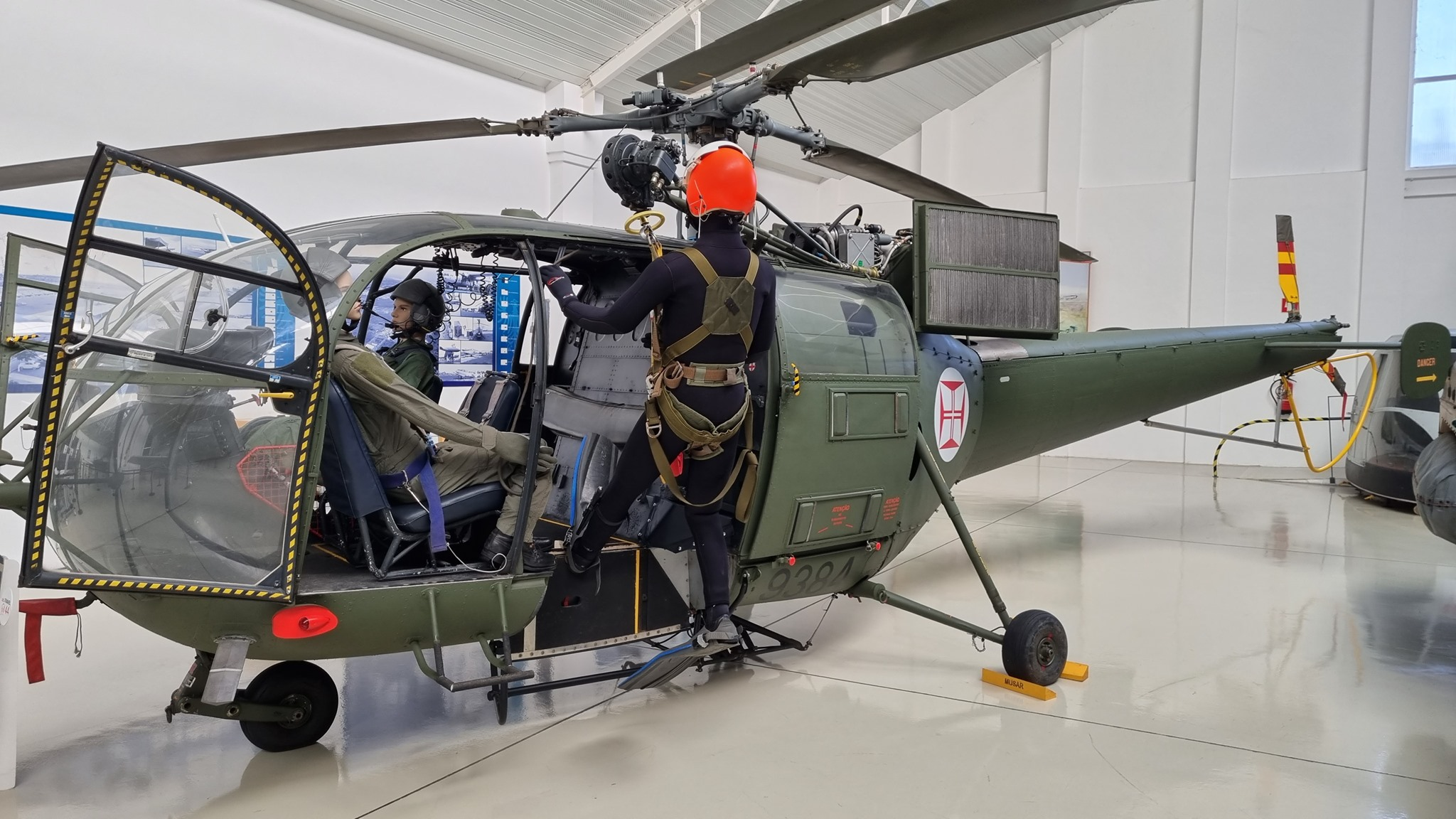
Sud Aviation SE3160 Alouette III.

### Sintra
- 14-bis
- Demoiselle XX
- de Havilland Hornet Moth (s/n CR-AAC/111)
- Blériot XI
- de Havilland DH89A Dragon Rapide (s/n 2307)
- Sikorsky UH-19 (s/n 9101)
- Beech AT-11 Kansan (s/n 2504)
- Supermarine Spitfire HF IXc (s/n ML255/MR-Z)
- North American F-86F Sabre (s/n 5320)
- North American F-86F Sabre (s/n 5361)
- Fiat G.91R/3 (s/n 5445)
- Fiat G.91R/4 (s/n 5407)
- Douglas C-47A Dakota (s/n 6157)
- Douglas C-47A Dakota (s/n CS-TDA)
- Dornier Do 27 A4 (s/n 3357)
- Dornier Do 27 A4 (s/n 3487)
- Jurca MJ2B Tempête
- Dassault/Dornier Alpha Jet A (s/n 15209)
- Dassault/Dornier Alpha Jet A (s/n 15224)
- Caudron G.III
- de Havilland DH-82A Tiger Moth (s/n 102)
- de Havilland DH-82A Tiger Moth (s/n 111)
- de Havilland Chipmunk Mk.20 (s/n 1305)
- CASA C-212-100 (s/n 16508)
- CASA C-212-100 (s/n 16524)
- Cessna T-37C (s/n 2420)
- Cessna T-37C (gate guard) (s/n 2424)
- Cessna T-37C (s/n 2430)
- Lockheed P-2V-5 Neptune (s/n 4711)
- Lockheed RT-33A T-Bird (s/n 1916)
- Lockheed T-33A Silver Star (s/n 1923)
- Lockheed T-33A Silver Star (s/n 1926)
- Northrop T-38A Talon (s/n 2605)
- Sud Aviation SE3130 Alouette II (s/n 9217)
- Sud Aviation SE3160 Alouette III (s/n 19384)
- Avro 631 Cadet
- North American AT-16 Harvard III (s/n 1517)
- North American T-6J Texan (s/n 1737)
- Aerospatiale SA330S-1 Puma (s/n 19512)
- Beechcraft F33A Bonanza (s/n CS-A7L)
- Boeing 707-382B (cockpit) (s/n 9T-MSS)
- Junkers Ju52/3m g3e (s/n 6304)
- Nord N2502A Noratlas (s/n 6403)
- Cessna Skymaster FTB-337G (s/n 13701)
- Lockheed P-3P Orion (s/n 14806)
- Max Holste M.H.1521 Broussard (s/n 3304)
- Piper PA-18 (L-21B) Super Cub (s/n 3218)

### Alverca
- Auster D-5/160 (s/n 3564)
- De Havilland DHC-1 Chipmunk (s/n 1376)
- Fairey III D Mk.2 (s/n 17)
- Maurice Farman MF-4
- Grumman G-44 Widgeon (s/n 129)
- Grunau Baby (s/n CS-PAE)
- Hawker Hurricane IIIb
- Jodel D9 Bébé (s/n CS-AXA)
- North American F-86F Sabre (s/n 5319)
- North American T-6J Texan (s/n 1769)
- Northrop T-38A Talon (s/n 2601)
- Piper PA-18 (L-21B) Super Cub (s/n 3212)
- Cessna Skymaster FTB-337G (s/n 13709)
- LTV A-7P Corsair II (s/n 15508)
- Nikus Miniplane
- Hawker Hurricane IIc (s/n 591/RV-J)
- Cessna T-37C Tweety Bird (s/n 2420)
- Nord N2501 Noratlas (s/n 6420)
- Douglas C-54A Skymaster (s/n 6606)

### Ovar
- Auster D-5/160 (s/n 3208)
- CASA C-212-100
- Cessna T-37C (s/n 2427)
- Fiat G.91R/3 (s/n 5452)
- Northrop T-38A Talon (s/n 2603)
- Piper PA-18 (L-21B) Super Cub
- Cessna Skymaster FTB-337G
- Republic F-84G Thunderjet (s/n 5201)
- LTV TA-7P Corsair II (s/n 15550)

### Aviões em depósito
- Mikoyan-Gurevich MiG-21PFM Fishbed (s/n 6614), from the Polish Aviation Museum
- Dassault Mirage IIIR (s/n 313)
- Canadair CF-104D Starfighter (s/n 104750)